# Gyaruo
Gyaruo (jap. ギャル男 Gyaru Otoko) – termin ten jest używany do określenia męskiego odpowiednika gyaru. Podobnie jak w przypadku kobiecej wersji, styl ten jest odważny i kojarzony ze zbuntowaną młodzieżą.
Styl gyaruo zazwyczaj jest noszony przez osoby starsze w porównaniu do mody gyaru. Czasami można zaobserwować hostów w host klubach przyjmujących tę modę.
Podobnie jak gyaru, gyaruo mają buntowniczy wizerunek, preferują materializm i muzykę taneczną, taką jak „para para”.
Wraz z pojawieniem się magazynu o modzie „men’s egg” termin gyaruo stał się często używany w odniesieniu do mężczyzn, którzy przyjęli modę proponowaną przez niego. Na początku pierwszego numeru większość stylów stanowiły ubrania vintage i surfing, a sam styl stopniowo zaczęto nazywać „gyaruo” (mężczyzna gyaru).